# Slaget vid Triebl
Slaget vid Triebl ägde rum mellan den 18 augusti och den 5 september 1647 under det Trettioåriga kriget, som stod mellan svenska och kejserliga trupper nära byn Triebl i Böhmen. Slaget slutade med en kejserlig seger.